# Kattunfabrik St. Pölten

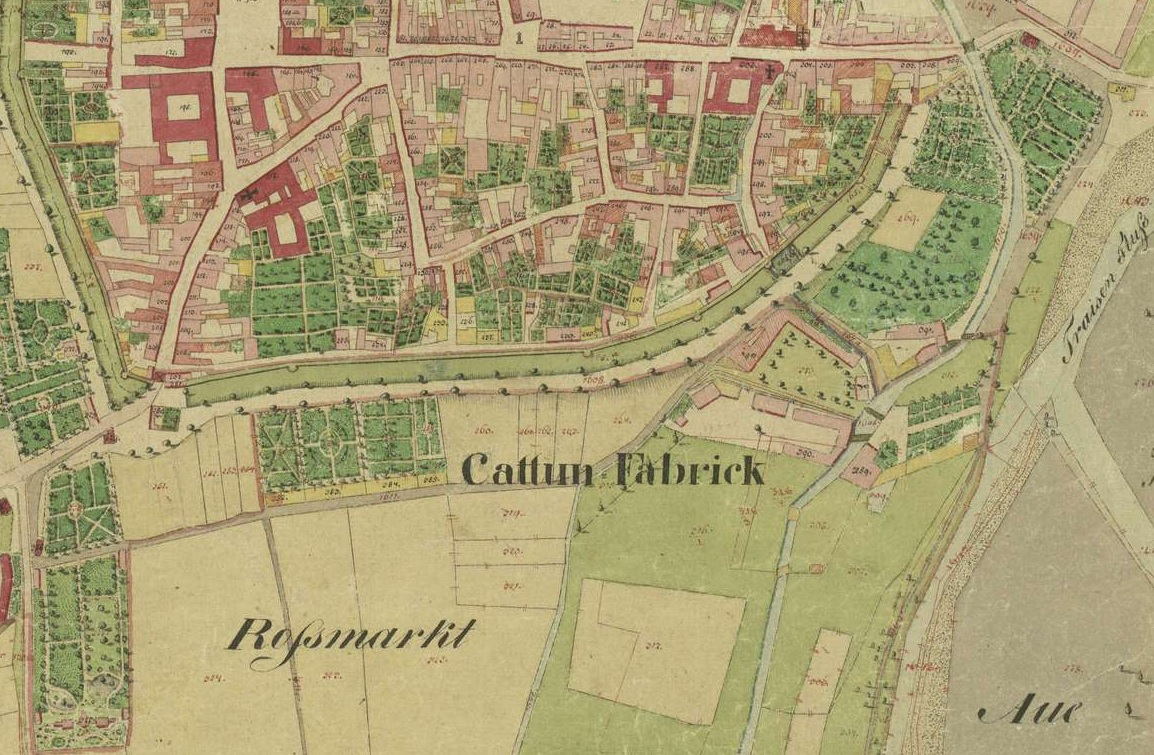
Lage der Cattun Fabrick (Franziszeischer Kataster, 1821)

Die Kattunfabrik St. Pölten war eine österreichische Fabrik zur Herstellung von Kattun und die erste Fabrik der Stadt St. Pölten. Sie nahm ihren Betrieb um 1786 auf und produzierte bis zu ihrer Zerstörung durch einen Brand um 1858. Danach existierte auf diesem Standort von den 1870er Jahren bis zu ihrem Abriss 1937 die St. Pöltner Weicheisen- und Stahlgießerei Leopold Gasser. Heute steht an ihrer Stelle die Dr. Theodor Körner Hauptschule, von der ehemaligen Kattunfabrik zeugt nur noch der Werkskanal, durch den immer noch der Mühlbach fließt.

## Geschichte
Im Jahr 1764 übersiedelte der Hamburger Manufakturist Christian Friedrich Reinke in die österreichische Habsburgermonarchie. Er wurde zunächst Direktor der Kattunmanufaktur in Friedau, die er möglicherweise später erwarb und 1780 eröffnete er in Wien eine Großhandlung. In St. Pölten kaufte er 1785 die so genannte Judenhofmühle vor der St. Pöltner Stadtmauer und ließ sie zu einer Kattunfabrik umbauen.
Das Gründungsjahr war vermutlich 1786. Für den Vertrieb war ein Gesellschafter Reinkes namens Amon zuständig. Der Betrieb erreichte rasch eine beachtliche Größe. So begann man zunächst auf zehn Stühlen, 1790 waren es bereits 690. Für das Unternehmen waren 10.820 Arbeitskräfte tätig, davon 8.913 als Spinner.
Die Baumwollwarenfabrik befand sich in Privateigentum und zählte mit fünf anderen Betrieben in Schwechat, Friedau, Kettenhof, Ebreichsdorf und Himberg zu den sechs k. k. priv. Zitz- und Kattunfabriken. In einer 1816 beginnenden Phase der Depression wurde der auf dem Verlagssystem basierende Färberei- und Druckereibetrieb vorübergehend stillgelegt. Danach unterstand er während der ersten Hälfte des 19. Jahrhunderts der Leitung der Familien Faber und Wiener. 1829 verlegte die Prager Firma Wiener & Söhne einen Betrieb nach St. Pölten. Bereits zuvor hatte sie die Privilegien von John Salthouse und Martin Ringhofer übernommen und war ein führendes Unternehmen im Walzendoppeldruck geworden.
Im Jahr 1858 oder 1860 brannte ein Großteil der Fabrik nieder, womit nun auch die Textilproduktion für immer ein Ende fand. Rund zehn Jahre später, 1870, wurde die verödete Brandruine günstig von der Wiener Waffenfabrikationsfirma Gasser gekauft, die hier die St. Pöltner Weicheisen- und Stahlgießerei Leopold Gasser errichtete. Diese wurde wiederum im Jahr 1930 stillgelegt und 1937 abgerissen. Im 21. Jahrhundert befindet sich an der Stelle die in den 1950er Jahren erbauten Dr. Theodor Körner Schulen.